# Tirzah (Carolina del Sur)
Tirzah es una área no incorporada ubicada en el condado de York en el estado estadounidense de Carolina del Sur. La elevación de Tirzah es de 213 m s. n. m. 